# David Psolmaier
David Psolmaier (auch: Psalmaier, Psolimar, Psolmar, Psallimair oder Psallmair; * vor 1616; † im 17. Jahrhundert) war ein deutscher Wachsbossierer.

## Leben und Werke
Psolmaier wurde im Jahr 1634 als kurfürstlicher Wachsbossierer für ein Jahr nach Berlin engagiert, wo er „Kontrafakturen und Schauessen“ anfertigen sollte. Er erhielt dafür 200 Reichstaler und freies Quartier und durfte am Hof speisen. Außerdem wurde ihm das Wachs für seine Arbeiten geliefert. Offenbar blieb er länger als das ursprünglich abgemachte Jahr in Berlin, denn es ist bezeugt, dass er 1636 wegen der ungünstigen Zeiten sein Gehalt nicht bekommen konnte und schließlich verabschiedet wurde. Laut Gustav Ebe war er bis 1650 durchgehend in Berlin angestellt, nach Friedrich Nicolai kam er 1650 ein zweites Mal als kurfürstlicher Wachsbossierer und Grottenmeister wieder nach Berlin. Damals verdiente er 300 Reichstaler und bekam darüber hinaus ein ordentliches Getreidedeputat und freie Wohnung.
Psolmaier wurden Terrakottastatuen der Sieben Weisen aus dem Jahr 1643, die die Schranken der Magdalenen-Bibliothek in Breslau zierten und später ins dortige Kunstgewerbemuseum überführt wurden, zugeschrieben. Auch ein Medaillon auf den Kurfürsten Georg Wilhelm aus dem Jahr 1635, soll don ihm hergestellt worden sein.
Eine Sitzfigur Gustav Adolphs, die vermutlich von Psolmaier stammte, wurde 1634 in Berlin gezeigt. Sie war mit einem Uhrwerk ausgestattet, das ihre Augen bewegte und die Figur sich von ihrem Platz erheben ließ. Uta Kornmeier nimmt an, dass Psolmaier nicht nur der Schöpfer dieses Kunstwerks war, sondern auch als Schausteller mit seinen Figuren durch die Lande reiste. Möglicherweise, so Kornmeier, hat Psolmaier auch Halle besucht und dort den Luther in effigie hergestellt oder jemand anderen zur Erschaffung dieser Figur inspiriert, die bis ins 20. Jahrhundert hinein erhalten geblieben ist.

## Familie
Psolmaier war ein Sohn des aus Stuttgart eingewanderten Justinus Psolmaier (Psallmair, Psallimair, Psalmarius, Psolimarius, Zalmair) des Älteren und dessen Frau Margaretha. Der Vater war fürstlich württembergischer Diener und Goldschmied in Stuttgart und ist in den Jahren 1597 bis 1617 als Wachsbossierer in Nürnberg nachgewiesen. Zur Familie sind einige Urkunden vorhanden: So wurde Justinus Psolmaier am 4. Juni 1616 auf Bitte von Jörg Holderman und Heinrich Kramer (ebenfalls Wachsbossierer) in einer Bürgerrechtsangelegenheit in die Kanzlei bestellt. Der Eintrag vom 28. Juni zeigt, dass beschlossen wurde seine Frau und seine Kinder aus Gostenhof hinauszuwerfen und seinen Besitz zu beschlagnahmen. Es erging am 3. Juli eine Vorladung an die Söhne Jacob und David Psallmair und ihre Geschwister. „Dieser David Psalmaier“, so heißt es in der Anmerkung, „ist es vermutlich, der später als kurfürstl. brandenburgischer Wachsbossierer in Berlin erscheint.“ (Theodor Hampe: Nürnberger Ratsverlässe S. 491.) Am 7. August 1616 wurde die Bitte der Brüder Jacob, David, Justini (der Jüngere), Christoff Psallmair und ihrer Schwestern, den bevorstehenden Winter noch im Gostenhof verbleiben zu dürfen, zurückgewiesen und ihnen eine Frist von 14 Tagen eingeräumt, um das Viertel zu verlassen. Der letzte Eintrag zur Familie datiert in den Nürnberger Ratsverlässen auf den 27. Februar 1617. Die Familie hatte keinem guten Ruf und war zuvor schon des Württembergischen Landes verwiesen worden. In einem der Einträge heißt es:

„Justinum Zalmair, dem alß einem goldmacher das Würtenberger land verpotten, und seine zwen mitt rutten ausgeschlagene gesellen im Gostenhoff soll man ins loch einziehen und auff Jörg Holdermans und Heinrich Kramers, beeder waxpossirer, ansag zu red halten: und weil im marckt Wehrd und Gostenhoff solch lumpengesind sich einschlaicht, soll man eine Visitation der bestentner anstellen und sie befragen, was eins yeden gewerb sey, und in acht nemen, ob wider Meiner Herren Ordnung gehandelt werde.“

Psolmaier hatte mindestens drei Brüder und eine unbekannte Anzahl an Schwestern, die schwangere Mutter starb 1616 im Zuge der Streitigkeiten.
- Christoph Psalmaier – Tätigkeit unbekannt
- Jakob Psalmaier – Wachsbossierer
- Justinus Psolmaier der Jüngere – Wachsbossierer, er wurde am 20. Januar 1643 in Wien für ein wachsbossiertes Bildnis des Kaisers Ferdinand III. bezahlt.

Psolmaier hatte einen Sohn namens Johann Georg, der um 1660 als Bildnismaler in Berlin nachgewiesen ist.